# Grace Bolen
Grace Marie Bolen (Kansas City, 20 luglio 1884 – Kilgore, 16 febbraio 1974) è stata una pianista e compositrice statunitense di musica ragtime.
Ci sono pervenute quattro sue composizioni, in stile ragtime, di cui "The Smoky topaz" è la più conosciuta.
La Bolen morirà nel 1974, all'età di 89 anni.

## Composizioni ordinate cronologicamente
1898
- The Fair - March and Two Step

1899
- The Black Diamond
- From Sea to Sea - March

1901
- Smoky Topaz - March & Two Step